# 吳瀚濤
吳瀚濤（1894年5月17日—1988年12月22日），字滌愆，別号達閣，中華民国政治家。祖籍直隷省永平府樂亭縣，出生於吉林将軍吉林副都統長春府（今長春市九台區）。

## 生平
吴瀚涛幼读私塾，1912年考入吉林省立中学校。在校期間加入國民黨。1913年，吉林省督军孟恩远搜捕革命党人，吴瀚涛被迫離開吉林前往天津，並考入天津南開學校，在校期間結識校友周恩来。1915年，吴瀚涛参加反对《二十一条》的示威活動。後赴日本東京帝国大学研究所學習国際公法。吳瀚濤留學日本期間，曾經邀請同在日本求學的周恩來來自己住處居住以減輕周恩來的住房負擔。吳瀚濤後來又前往美国，分别在加利福尼亚大學、芝加哥大學、堪萨斯大學、伊利诺大學等地學習，並获得博士学位。
1930年吳瀚濤返回中華民國，历任東北大学、北京大学教授、《外交学报》总编辑、華北綏靖公署参事、東北外交委員会常務委員，又兼任國際聯盟調査團（李頓報告）中国代表处专门委员。1933年2月，任監察院監察委員。后任国立中央大学及国立中央政治学校教授、庐山及峨眉两军官训练团政治教官。西安事变后，1937年1月，与王化一赴西安，劝说东北军将领服从中國国民党中央。
1938年至1940年間，吳瀚濤任監察院秘書長、第一战区巡察團主任委員。1945年4月25日至6月26日期間，吴瀚涛随宋子文带队的中国代表团参加在美国旧金山举行的联合国国际组织会议，并参与起草《联合国宪章》。1945年9月，任合江省政府主席兼中将保安司令，但未接收，留守沈阳並於1947年11月兼任国民政府主席东北行辕政务委员会委员，後任东北剿匪总司令部秘书长。遼沈戰役瀋陽陷落後吳出逃，1949年春離開上海前往台灣。
後任東吳大学法学院教授及第一商業銀行研究室研究員。1952年任中華民国行政院設計委員。1954年任光復大陸設計研究委員會委員。1960年任中華民国總統府参事。在政治以外領域，吳瀚濤還擔任過万国道德總会常務理事、『道德季刊』總編輯、中華文化復興推行委員会副主任委員等職務。1988年12月22日，吳瀚濤在台北市病逝，享年94歳。

## 注
1. 1 2 3 4  新浪吉林. .
2. ↑  易萱「周恩来：身居斗室心懐天下」 （页面存档备份，存于）2011年6月7日，新浪網（『環球』雜誌）。
3. 1 2 3  徐主編（2007）、649頁。
4. ↑  劉国銘主編（2005）、1071-1072頁。
5. 1 2  劉国銘主編（2005）、1072頁。